# 頑火無球隕石
頑火無球隕石（Aubrites）是隕石的一群，其命名依據是1836年墜落在法國德龍省靠近Nyons Aubres的一顆無粒隕石。它們的主要由直輝石類的輝石組成，並常常被稱為輝石無粒隕石。它們起源於火成岩，然後從古老的輝石無粒隕石分離出來，這意味著它們起源於小行星。
頑火無球隕石通常是淺色和融合著褐色的地殼。大多數的頑火無球隕石被重擊成碎片，通常看起來像是起源於月球。 
頑火無球隕石的主要成分是缺鐵、富鎂的直輝石或輝石的大片白色晶體。圍繞著這些基體，它們有在尚未成熟階段橄欖石、鎳-鐵金屬、隕流鐵，這表示它們是在高度還原的岩漿狀態下形成。大多數頑火無球隕石中的角礫岩都嚴重受損，鄭明它們的母體有著遭受劇變的歷史。由於一些頑火無球隕石包含著球狀結構的捕虜體，很可能頑火無球隕石的母體曾與有著F球狀結構組成的小行星碰撞。
比較頑火無球隕石和小行星的光譜，顯示頑火無球隕石和主帶小行星的侍神星族之間有著驚人的相似之處。這個小行星家族的一個小成員，(3103) Eger，顯示有著近地小行星的軌道，很有可能就是頑火無球隕石的母體。